# Pisonia byrsonimifolia
Pisonia byrsonimifolia (лат.) — вид древесных растений рода Пизония (Pisonia) семейства Никтагиновые (Nyctaginaceae). Синоним — Pisonia moaensis (Alain) 1950.

## Происхождение
Родиной Pisonia byrsonimifolia является острова Кубы, а точнее острова Карибского бассейна. Для Кубы является эндемиком.

## Описание
Плод тонкий удлиненной формы, на поверхности которого находится слой очень клейкого вещества. Когда листья высыхают, становятся блестящими и желтыми на адаксиальной стороне, свет тусклый, коричневый на абаксиальной стороне; края лезвия слегка закручены; черешки 0,9–1,7 см длиной.

## Культивирование
Культивируется как декоративное растение только на территории местного ареала, но не в домашних условиях.

### Агротехника
Растет преимущественно во влажном субтропическом и тропическом биоме.